# Bracon gossypii
Bracon gossypii är en stekelart som beskrevs av Muesebeck 1963. Bracon gossypii ingår i släktet Bracon och familjen bracksteklar. Inga underarter finns listade.